# Sparkassenformel
Als Sparkassenformeln werden in der Finanzmathematik Formeln bezeichnet, mit denen man den Endbetrag eines Anfangskapitals berechnen kann, dem regelmäßig gleichbleibende Beträge („Raten“) zugeführt oder entnommen werden und das zusätzlich – wie auch die zugeführten Raten – verzinst wird. Der Name „Sparkassenformel“ rührt daher, dass sie insbesondere den Endbetrag bei regelmäßigem Sparen einer gleichbleibenden Summe liefert. Es handelt sich um eine Kombination aus der Endwertberechnung bei Zinseszinsen und der Rentenrechnung.

## Formel
Ist {\displaystyle K_{0}} ein Anfangskapital, das zu einem jährlichen Zinssatz {\displaystyle i\neq 0} (mit Zinsfaktor {\displaystyle q=1+i\neq 1}) genau {\displaystyle n} Jahre lang verzinst wird, wobei dem Kapital laufend zum Ende (bzw. Anfang) eines jeden Jahres ein Betrag {\displaystyle R} zugeführt bzw. entnommen wird, so beträgt das Endkapital {\displaystyle K_{n}} bei
- nachschüssiger Rate (Zuführung/Entnahme von {\displaystyle R} am Ende eines jeden Jahres)

{\displaystyle K_{n}=K_{0}\cdot q^{n}\pm R\cdot {\frac {q^{n}-1}{q-1}}},
- vorschüssiger Rate (Zuführung/Entnahme von {\displaystyle R} am Anfang eines jeden Jahres):

{\displaystyle K_{n}=K_{0}\cdot q^{n}\pm \ R\cdot q\cdot {\frac {q^{n}-1}{q-1}}}.
In beiden Fällen steht das Anfangskapital {\displaystyle K_{0}} zu Beginn des ersten Jahres zur Verzinsung bereit.
Die regelmäßige Zuführung von {\displaystyle R} entspricht einem Kapitalaufbau und die regelmäßige Entnahme von {\displaystyle R} typischerweise einem Kapitalabbau. Die Formel gilt auch für Kredite mit konstanten Raten, wobei das Anfangskapital {\displaystyle K_{0}} dann negativ ist.

## Rechenbeispiele

### Kapitalaufbau
Ein Anleger verfügt über ein Anfangskapital 10.000 Euro, das er durch regelmäßige, jeweils am Jahresende erfolgende Einzahlungen in Höhe von 1.000 Euro vermehren möchte. Sobald ein Betrag eingezahlt ist, wird er zum jährlichen Zinssatz {\displaystyle 2\,\%} angelegt. Über welches Kapital verfügt der Anleger bei diesem Sparplan nach fünf Jahren?
Hier ist {\displaystyle K_{0}=10.000\,\mathrm {\euro} }, {\displaystyle R=1.000\,\mathrm {\euro} }, {\displaystyle i=2\,\%} und {\displaystyle n=5}. Einsetzen in die Formel für die nachschüssige Rate liefert
{\displaystyle K_{5}=10.000\,\mathrm {\euro} \cdot 1{,}02^{5}+1000\,\mathrm {\euro} \cdot {\frac {1{,}02^{5}-1}{0{,}02}}=16.244{,}85\,\mathrm {\euro} }.

### Kapitalabbau
Ein Bankkunde hat 8.000 Euro auf seinem Sparbuch, das mit jährlich {\displaystyle 0{,}5\,\%} verzinst wird. Zu Beginn eines jeden Jahres entnimmt er dem Sparbuch 500 Euro. Wie viel Geld befindet sich nach zehn Jahren auf dem Sparbuch?
Hier ist {\displaystyle K_{0}=8.000\,\mathrm {\euro} }, {\displaystyle R=500\,\mathrm {\euro} }, {\displaystyle i=0{,}5\,\%} und {\displaystyle n=10}. Einsetzen in die Formel für die vorschüssige Rate liefert
{\displaystyle K_{10}=8.000\,\mathrm {\euro} \cdot 1{,}005^{10}-500\,\mathrm {\euro} \cdot 1{,}005\cdot {\frac {1{,}005^{10}-1}{0{,}005}}=3.269{,}54\,\mathrm {\euro} }.

## Herleitung

### Nachschüssige Ratenzahlung
Nach Ablauf des ersten Jahres wird das Anfangskapital mit dem Zinsfaktor {\displaystyle q} verzinst und die erste Rate {\displaystyle R} gezahlt (nachschüssige Ratenzahlung). Damit beträgt dann der Kapitalwert
{\displaystyle K_{1}=K_{0}\cdot q\pm R}.
Im 2. Jahr wird wieder das bestehende Kapital mit dem Zinsfaktor {\displaystyle q} verzinst und die Rate gezahlt. Damit beträgt der Kapitalwert im 2. Jahr
{\displaystyle K_{2}=K_{1}\cdot q\pm R=K_{0}\cdot q^{2}\pm R(1+q)}.
Im 3. Jahr ist der Kapitalwert 
{\displaystyle K_{3}=K_{2}\cdot q\pm R=K_{0}\cdot q^{3}\pm R(1+q+q^{2})}.
Analog erhält man im Jahr {\displaystyle n} den Kapitalwert
{\displaystyle K_{n}=K_{n-1}\cdot q\pm R=K_{0}\cdot q^{n}\pm R(1+q+q^{2}+\dots +q^{n-1})}.
Ersetzt man die Summe in Klammern auf der rechten Seite durch die Formel für die geometrische Reihe, erhält man die obige Sparkassenformel für die nachschüssige Ratenzahlung.

### Vorschüssige Ratenzahlung
Bei der vorschüssigen Ratenzahlung wird sowohl der Vorjahreskapitalwert als auch die am Jahresanfang gezahlte Rate mit dem Zinsfaktor {\displaystyle q} verzinst. Im ersten Jahr ist dann
{\displaystyle K_{1}=(K_{0}\pm R)\cdot q=K_{0}\cdot q\pm R\cdot q}.
Die gleiche Herleitung wie für die nachschüssige Ratenzahlung mit der Ersetzung {\displaystyle qR} statt {\displaystyle R} liefert die Sparkassenformel für die vorschüssige Ratenzahlung.